# 野澤 (世田谷區)
野澤（日语：／ Nozawa */?）是東京都世田谷區的町名，下分一丁目至四丁目。郵遞區號154-0003。

## 地理
最近的車站是東急田園都市線三軒茶屋站、駒澤大學站，東急東橫線學藝大學站。南部有環狀七號線，西部有國道246號（玉川通）通過。町內主要為住宅區，一部分為三軒茶屋的商店街。

## 歷史
古時屬荏原郡馬引澤村一部分。正保年間（1644年～47年）開發後成立野澤村。1889年（明治22年）實施町村制，為駒澤村一部分。1967年（昭和42年）實施住居表示，沿續至今。

### 地名由來
古時周邊為一片荒野與沼澤而得名，另一說是以開發者葛飾郡東葛西領野村次郎左衛門的「野」與荏原郡六鄉領澤田七郎右衛門的「澤」命名為「野澤」。

## 備註
1. ↑  平成25年（2013年）の世田谷区の町丁別人口と世帯数 - 世田谷区